# Avesnes-en-Bray
Avesnes-en-Bray – miejscowość i gmina we Francji, w regionie Normandia, w departamencie Sekwana Nadmorska.
Według danych na rok 1990 gminę zamieszkiwały 234 osoby, a gęstość zaludnienia wynosiła 20 osób/km² (wśród 1421 gmin Górnej Normandii Avesnes-en-Bray plasuje się na 671. miejscu pod względem liczby ludności, natomiast pod względem powierzchni na miejscu 259.).